# Conjunto norteño
Genres associés
Musique régionale mexicaine, musique norteña
Un conjunto norteño, plus souvent appelé conjunto au Texas, est un type d'ensemble musical de petite taille qui comporte au moins un accordéoniste et un bajosextiste, né dans les États du Nord-Est du Mexique (Tamaulipas, Nuevo León, Coahuila) et dans le sud du Texas. La durée de sa popularité et sa capacité d'adaptation tendent à en faire aujourd'hui l'emblème de l'identité mexicaine au détriment du Mariachi qui a conservé ses formes traditionnelles et fait désormais figure de musique classique mexicaine.

## Concept
Le conjunto norteño correspond à la fois à un type d'ensemble musical, construit autour de l'accordéon diatonique et du bajo sexto, et devenu à la mode, principalement dans le Sud du Texas (McAllen, San Antonio, Laredo, Texas), au Nord du Tamaulipas (Reynosa, Nuevo Laredo) et au Nuevo León (Monterrey), pendant les années 1930 et 1940; et au genre musical qui a été développé autour de cette formule.

### Dédain des académies
Beaucoup d'aspects de l'histoire du conjunto norteño sont flous car il a longtemps été ignoré des autorités académiques au Mexique comme aux États-Unis. Au Mexique, parce que la Révolution mexicaine avait porté l'attention sur des genres musicaux qui étaient considérés plus autochtones, et par conséquent plus représentatives de l'identité nationale. Aux États-Unis, parce qu'il a été longtemps un sujet d'embarras pour les texans de langue espagnole, surtout vers le milieu du XXe siècle, qui accédaient au niveau de vie des classes moyennes et qui avaient tendance à s'américaniser.
Les transformations de la société, au Texas, dans le sillage du Chicano Movement ont, à la fois, ravivé l'intérêt pour le genre et son histoire, mais tendu à le folkloriser. En parallèle, la vitalité du genre, la créativité et la qualité des musiciens qui le représentent ont tendu à le rendre de plus en plus populaire aux États-Unis, notamment à Houston, Los Angeles, Chicago et New York. Les déplacements de population, à l'intérieur du Mexique ont eu tendance à étendre sa popularité aux états de Durango, San Luis Potosí, Coahuila, Zacatecas et à l'ensemble du Mexique. Les échanges de population entre les deux pays et la croissance de la population américaine d'origine mexicaine, l'ont rendu populaire au Nouveau-Mexique, en Arizona, au Nevada, en Californie et même dans l'Utah.

### Caractéristiques folklorique et urbaine
La musique des conjunto norteño a incorporé de nombreux élément venus de la tradition mexicaine, des musiques indigènes, des musiques à la mode dans les salons de la haute société mexicaine ou texane. Certaines de ses compositions emblématiques, le corrido, la ranchera, le huapango proviennent de la tradition mexicaine, d'autres comme la polka, la chotis ou la redova ont pu être amenées soit par les immigrants européens, notamment les tchèques et les allemands au Texas, au Nuevo León et au Tamaulipas, soit par les réseaux commerciaux des danses de salon voire de la musique académique, soit elles ont vu leur popularité renforcée par les effets de mode.

### Vocabulaire flou
Au Texas, dans les milieux académiques, il a été longtemps convenu d'observer la distinction entre « tejano conjunto », présumé texan, et « norteño music », présumée mexicaine et surtout associée à la musique que l'on produit à Monterrey. Mais la distinction à du mal à persister dans l'esprit du public car plusieurs groupes emblématiques de la « norteño music », comme Ramon Ayala et Los Bravos del Norte, Intocable ou Los Tigres del Norte, sont soit des musiciens mexicains installés de longue date aux États-Unis, soit des Texans de langue espagnole dont la musique est publiée au Texas ou en Californie.
Une simple recherche sur un site texan destiné à mettre en relation des groupes avec les organisateurs de manifestations fait apparaître 14 groupes (dont Intocable) qui se présentent comme des « Norteño band ». Même un découvreur de talent au Texas peut utiliser le terme « Conjunto » pour désigner la musique « norteño ». En Arizona, les gens utilisent « norteño » et non « conjunto ». De manière générale, aux États-Unis, on tend à utiliser le terme « norteño » pour tous les sous-genres de musique norteña et le terme « conjunto » pour le tex-mex traditionnelle.

## Types de formation et instruments
Le conjunto texan historique qui est un peu confiné à l'exécution de musique réputée folklorique, a été créé dans la seconde moitié des années 1930 et au début des années 1940, par des musiciens comme Narciso Martínez« El Huracán del Valle » (L'ouragan de la vallée) et Santiago Almeida, ou tout du moins, s'ils n'en étaient pas les inventeurs au sens strict, ce sont ceux dont les historiens ont retenu le nom parce qu'ils ont été les premiers à se produire à la radio et à enregistrer des disques pour des maisons de disques capable de diffuser leurs œuvres à l'échelle nationale aux États-Unis et au Mexique. Leurs formations, composées d'un accordéoniste et d'un bajosextiste sont probablement nées à cause des difficultés liées à la Grande Dépression, et à celles non moins grandes que connurent les États frontaliers du Mexique et des États-Unis à cause des contraintes imposées par l'économie de guerre pendant la seconde guerre mondiale.
Narciso Martínez et Santiago Almeida paraissent avoir été les inventeurs de la technique qui consiste à libérer la main de l'accordéoniste qui ne joue pas les basses, afin qu'il se concentre sur la mélodie, jouée de son autre main, pendant que le bajoquintiste fournit les basses, grâce aux chœurs de cordes accordée à l'octave inférieure de leur voisine, et la rythmiques grâce aux chœurs de chanterelles accordées à l'unisson. Les duos, du même type de ceux qu'ils forment jouent alors dans les fêtes privées (mariages, quinceañeras et anniversaires), les cantinas (restaurants populaires), et les fêtes communautaires, des pièces instrumentales destinées à permettre aux couples de danser.
Les groupes de ce type existent toujours, dans tous les états du nord du Mexique (Tamaulipas, Nuevo León,, Coahuila, Chihuahua,, Sonora, Basse-Californie, Basse-Californie du Sud).

## Artistes

### Musiciens emblématiques
- Narciso Martínez. Il est le créateur reconnu, avec le bajoquintiste Santiago Almedia du Conjunto à la fois en tant que type de formation et que genre musical.
- Santiago Jimenez. Il est le premier directeur d'un orchestre de type conjunto à avoir expérimenté et utilisé le Tololoche pour fournir les notes basses des compositions. Il est le père des accordéonistes émérites Santiago Jimenez Jr. et Flaco Jimenez.
- Cornelio Reyna (es).

### Musiciens émérites
- Flaco Jimenez. Le plus célèbre des accordéonistes de conjunto et l'un des accordéonistes qui a le plus influencé le goût des amateurs de cet instrument. Il a accompagné des vedettes internationales comme Bob Dylan, David Lindley, Emmylou Harris, Freddy Fender, Dwight Yoakam, Ry Cooder, The Rolling Stones, Buck Owens, The Mavericks, Doug Sahm, Los Texmaniacs (en), Max Baca et Dwayne Verheyden[note 4] et de nombreux autres. Il a été membre des super groupes Texas Tornados (en) et Los Super Seven.

### Vedettes confirmées

#### Style norteño
- Eliseo Robles y Los Bárbaros Del Norte.
- Grupo Pesado
- La Leyenda.
- Los Tigres del Norte.
- Intocable
- Lorenzo de Monteclaro
- Los Traileros del Norte
- Los Invasores de Nuevo León.
- Los Alegres De Sinaloa.
- Los Astros de China
- Los Elementos de Culiacán.
- Los Reyes De Sonora.
- Los Viejones de Linares.
- Ramon Ayala y Los Bravos Del Norte.
- Ramiro Cavazos
- Los Principales de Nuevo León
- Impostores De Nuevo Leon
- Grupo Dispuesto
- Los Rojos

#### Conjunto Tejano
- Boni Mauricio y Los Maximos.
- Ruben De La Cruz y su Conjunto.

### Ouvrages et articles
- (es) Luis Omar Montoya Arias et Gabriel Medrano de Luna, « El acordeón norteño mexicano y el transnacionalismo musical cosmopolita en las periferias », Acta universitaria, Universidad de Guanajuato, Dirección de Investigación y Posgrado, vol. 28, no 2,‎ mars/avril 2018 (ISSN 2007-9621 et 0188-6266, lire en ligne).
- (es) « Romper con el canto la frontera », dans Martha I. Chew Sánchez, Corridos in Migrant Memory, Albuquerque, University of New Mexico Press, 2006, 264 p. (ISBN 978-0-8263-3478-7, lire en ligne), Conjunto Norteño.
- (es) Luis Diaz-Santana Garza, « El bajo sexto: Símbolo y unificador cultural en la frontera México-Estados Unidos », Acta Musicologica, Bâle, International Musicological Society Bärenreiter, vol. LXXXVIII/1 (2016),‎ 2016, p. 14 (lire en ligne). .
- (es) Luis Adrian Díaz-Santana Garza, Historia de la Música Norteña Mexicana, Mexico, Plaza y Valdes, 12 septembre 2016, 230 p. (ISBN 978-607-402-836-2, lire en ligne).
- (en) Ellen Koskoff (Directrice de la publication), Daniel Sheeby, Steven Loza, José R. Reyna et Steven Cornelius, « Latino music - conjunto », dans Music Cultures in the United States: An Introduction, New York, Routledge, 2005, 428 p. (lire en ligne).
- (es) Fernando León Nieto, « (es) « Los Rebeldes de Sonora - Corrido de Tino Nevares » », YouTube/fernandoleonnieto, Hermosillo, Fernando León Nieto[note 5],‎ 28 avril 2015 (Grupo Los Rebeldes de Sonora. Aqui son llamados Taka takas en otras pártes chirrines este tipo de musicos, la verdad son muy populares y se saben infinidad de canciones. Son el primer grupo a quienes les grabe en mi home studio, para ser exactos fueron 16 canciones y esta es una de ellas., se los recomiendo Corrido de Tini Nevares (Grupo Los Rebeldes de Sonora. Ici, on les appelle « taka takas » dans d'autres endroits « chirrines ». Ce type de musiciens, en vérité sont très populaires et connaissent d'innombrables chansons.).). .
- (es) Christian Martínez, « El dolor de un fara fara que se resiste a desaparecer (La douleur d'un Fara fara qui refuse de disparaître », Vanguardia, Saltillo, Grupo Editorial Coahuila,‎ 2 septembre 2018 (Los músicos de mayor edad piensan que la tradición de salir a la calle y tocar está disminuyendo, pero el género norteño sigue sonando con fuerza, ahora grupos jóvenes usan medios digitales para promocionarse (Les musiciens d'âge mur pensent que la tradition de sortir dans la rue et de jouer se perd, mais le genre norteño continue de résonner fort, désormaisles jeunes groupes utilisent les médias numériques pour se faire connaître)., lire en ligne). .
- (en) Juan Tejeda, « Preface », dans John Dyer, Joe Nick Patoski, Juan Tejeda, Conjunto, Austin, University of Texas Press, 2005, 121 p. (ISBN 0-292-70931-5, lire en ligne).

### Ressources en ligne
- (en) « Introduction to Mexican Music : Conjunto Norteño Music », sur Berlee Pulse, Boston, Berklee College of Music (consulté le 1er novembre 2020).
- (en) « Tejano-Conjunto-Norteño Convening », sur Texas Folk Life, Weslaco (Texas), Center for Mexican American Studies of the University of Texas, 2 octobre 2010.
- (en) « Mexicano Bands », sur Book a Band, Texas, Book A Band (consulté le 1er novembre 2020).
- (en) Saul Elbein, « Get Your Norteño out of My Conjunto », sur Texas Observer, Austin, The Texas Observer, 20 mai 2011 (ISSN 0040-4519).
- (es) « Reserva de música Norteño, Conjunto o Tejano: ¿Cuál es la Differencia? », sur TSE Entertainment, Houston, TSE Entertainment, LLC (consulté le 1er novembre 2020).
- (en) Piper LeMoine, « Conjunto and tejano music: the Tex-Mex rhythm of the US : Texas and New Mexico's roots music is having a revival with an explosion of young groups playing festivals, and bringing a new focus to the work of Flaco Jiménez and Selena Quintanilla-Perez. », sur The Guardian, New York, The Guardian US, 21 juin 2013.
- (en) The Editors of Encyclopaedia Britannica, Amy Tikkanen (Corrections Manager), Aakanksha Gaur, Surabhi Sinha et Amy Tikkanen, « Tejano music », sur Encyclopædia Britannica, Entertainment & Pop Culture Music, > Contemporary Genres > Pop Music, Londres, Encyclopædia Britannica, Inc. (consulté le 4 novembre 2020).
- (es) Luis Montemayor, « Emblemas del noreste: conjuntos «fara fara» », sur Orgullo Nuevo León, 13 octobre 2019.
- (es) rédaction, « Fara Fara, raíces de la musica norteña que siguen vivas en NL », sur Posta, San Pedro Garza García Nuevo León, Klave Media, 16 septembre 2016 : « Lo mismo en las comunidades o municipios rurales que en el área metropolitana de Monterrey, decenas de agrupaciones, con músicos de oficio, de la tercera edad y jóvenes, luchan contracorriente por preservar el “Fara Fara”, símbolo de identidad en esta región de México. (Dans les communautés rurales ou communes comme dans la métropole de Monterrey, des dizaines de groupes, de musiciens professionnels, de personnes âgées et de jeunes, luttent à contre courant pour préserver le « Fara Fara », symbole identitaire dans cette région du Mexique ) ».
- (es) Carlos Casiano, « El Fara Fara…. Una tradición muy norteña : El Fara-Fara, deriva del vocablo francés: fanfare que significa banda. Algunos duetos o grupos incluyen la “redova” instrumento rudimentario fabricado de madera rígida. (Le Fara-Fara, dérive du mot français : « fanfare » qui signifie « banda ». Certains duos ou groupes utilisent la redoba, un instrument rudimentaire en bois rigide.) », sur La Prensa, La Prensa de Reynosa., Reynosa, 14 septembre 2014[note 6][14][note 7].
- (es) Pedro Castro, « Sabes de donde proviene el termino "Fara Fara"? », Raza, aquí les dejamos algo de cultura general (Norteña), esperamos sea de su agrado la nota. (Raza. nous vous donnons ici un peu de culture générale (Norteña), nous espérons que vous aimerez la notice., sur Los Hermanos Castro, 25 avril 2020.
- (es) Redacciòn, « Regresan las Tardeadas de Claro », sur Noticias Al Día, Noticias Al Día, Chihuahua, 13 mai 2016.
- (es) Salvador Munguia, « La Fiera Ruge Fuerte », sur El Mundo, El Mundo Newspaper, Austin, 16 février 2017.
- (es) Mario Portillo, « Mantienen viva la tradición en Nuevo Laredo : La sociedad de Nuevo Laredo sigue acudió a los panteones públicos y privados para dejar ofrenda a sus seres queridos, además de interpretar algunos temas norteños con el fara fara », sur HoyTamaulipas.net, Nuevo Laredo, 2 novembre 2019.
- (es) « Mexicali cumple 117 años al son de las mañanitas », Tijuana, Baja California, Agencia Fronteriza de Noticias, 14 mars 2020 : « En el parque Santa Cecilia, de los más antiguo de la ciudad, cientos de personas cantaron al filo de la media moche las mañanitas acompañados de taka takas y mariachis en vivo.. »